# Kt60
kt60（ケーティーろくじゅう）は、日本の小説家
、ライトノベル作家、シナリオライター、漫画原作者。

## 来歴
投稿サイトの小説家になろうから『物理さんで無双してたらモテモテになりました』でデビュー。
ライトノベルとしては軽い文章力を過激なエロ描写で補う作風を得意としている。『規格外れの英雄に育てられた、常識外れの魔法剣士』の宣伝チラシでは『とってもラブでエッチな規格外れファンタジー!!』とも書かれた。
ライトノベルとしては過激な性描写が小説家になろうの規定に引っかかり、退会処分を受けた。
『物理さんで無双してたらモテモテになりました』、『食べるだけでレベルアップ』、『規格外れの英雄に育てられた、常識外れの魔法剣士』の三作品がコミカライズされている。
2020年5月より裏サンデーで『無限コンティニューで目指す最強勇者 〜みんなの命がひとつの世界で、オレのパーティーだけ不死身〜』の連載を始めると同時に、ツイッター上で結婚したことを発表した。
「黙れドン太郎」は有名ではあるが、実際はコミック版にしか「黙れ！ドン！」はないためその著作権は漫画担当のえんどにあると言える。

## 作品

### 小説作品
- 『物理さんで無双してたらモテモテになりました』（『モンスター文庫』イラスト：cccpo）
  1. 2014年9月26日発売、ISBN 978-4-575-75007-2
  2. 2015年1月30日発売、ISBN 978-4-575-75024-9
  3. 2015年4月30日発売、ISBN 978-4-575-75037-9
  4. 2015年8月28日発売、ISBN 978-4-575-75053-9
  5. 2016年1月29日発売、ISBN 978-4-575-75073-7
  6. 2016年6月29日発売、ISBN 978-4-575-75095-9
  7. 2016年10月27日発売、ISBN 978-4-575-75110-9
  8. 2017年3月30日発売、ISBN 978-4-575-75131-4
- 『地球丸ごと異世界転生 〜無敵のオレが、最弱だったスライムの子を最強にする〜』（『GA文庫』イラスト：〆鯖コハダ）
  1. 2016年11月14日発売、ISBN 978-4-7973-8986-9
  2. 2017年3月15日発売、ISBN 978-4-7973-9072-8
- 『規格外れの英雄に育てられた、常識外れの魔法剣士』（『モンスター文庫』イラスト：cccpo）
  1. 2017年1月30日発売、ISBN 978-4-575-75120-8
  2. 2017年6月30日発売、ISBN 978-4-575-75142-0
  3. 2017年11月30日発売、ISBN 978-4-575-75172-7
  4. 2018年4月28日発売、ISBN 978-4-575-75202-1
  5. 2018年10月30日発売、ISBN 978-4-575-75224-3
- 『食べるだけでレベルアップ! 〜駄女神といっしょに異世界無双〜』（『富士見ファンタジア文庫』イラスト：ちり）
  1. 2017年3月18日発売、ISBN 978-4-040-72229-0
- 『食べるだけでレベルアップ!』（『モンスター文庫（電子書籍 版）』イラスト：ラサハン）
  1. 2018年9月29日発売 （電子書籍のみ）
  2. 2020年3月28日発売 （電子書籍のみ）
- 『アラフォー男性ですが賢者に転生したようなので、害虫駆除して暮らしていきます』（『Mノベルス』イラスト：cccpo）
  1. 2019年2月28日発売、ISBN 978-4-575-24154-9
  2. 2019年7月31日発売、ISBN 978-4-575-24196-9
  3. 2020年4月30日発売、ISBN 978-4-575-24276-8
- 『異世界エルフチェーンソー』（『講談社ラノベ文庫』イラスト：緒方てい）
  1. 2019年11月1日発売、ISBN 978-4-06-517821-8
  2. 2020年9月2日発売、ISBN 978-4-06-520363-7

### 漫画作品
小説コミカライズ　
- 『物理さんで無双してたらモテモテになりました』（『MFコミックス』作画：えんど/連載：ComicWalker）
  1. 2017年5月22日発売、ISBN 978-4-04-069070-4
  2. 2017年11月22日発売、ISBN 978-4-04-069512-9
  3. 2018年4月23日発売、ISBN 978-4-04-069822-9
  4. 2018年9月22日発売、ISBN 978-4-04-065105-7
  5. 2019年2月22日発売、ISBN 978-4-04-065473-7
  6. 2019年8月23日発売、ISBN 978-4-04-065881-0
- 『食べるだけでレベルアップ! 〜駄女神といっしょに異世界無双〜』（『モンスターコミックス』作画：ラサハン/連載：WEBコミックアクション）
  1. 2018年9月29日発売、ISBN 978-4-575-41035-8
  2. 2019年4月30日発売、ISBN 978-4-575-41055-6
  3. 2019年11月30日発売、ISBN 978-4-575-41083-9
  4. 2020年9月12日発売、ISBN 978-4-575-41136-2
  5. 2021年7月15日発売、ISBN 978-4-575-41270-3
- 『規格外れの英雄に育てられた、常識外れの魔法剣士』（『モンスターコミックス』作画：雪月佳/連載：がうがうモンスター）
  1. 2020年6月15日発売、ISBN 978-4-575-41127-0
  2. 2020年12月15日発売、ISBN 978-4-575-41186-7
  3. 2021年5月14日発売、ISBN 978-4-575-41254-3
  4. 2021年11月13日発売、ISBN 978-4-575-41315-1
  5. 2022年6月30日発売、ISBN 978-4-575-41421-9

その他原作
- 『無限コンティニューで目指す最強勇者 〜みんなの命がひとつの世界で、オレのパーティーだけ不死身〜』（『裏少年サンデーコミックス』作画：ミヤウチシンゴ/連載：マンガワン）
  1. 2020年7月17日発売、ISBN 978-4-09-850206-6
  2. 2020年11月19日発売、ISBN 978-4-09-850337-7
  3. 2021年2月12日発売、ISBN 978-4-09-850455-8
  4. 2021年6月17日発売、ISBN 978-4-09-850598-2
- 『チートスキル『支配』を使って異世界ハーレム!』（『RK COMICS COMIC RAKUU』作画：零覇 /連載：コミックラクウ）
  1. 2022年8月9日発売、ISBN 978-4-8211-5416-6
  2. 2023年5月10日発売、ISBN 978-4-8211-5608-5
  3. 2024年3月8日発売、ISBN 978-4-8211-5805-8
  4. 2025年4月10日発売、ISBN 978-4-8211-1042-1
- 『最強無敵の美少女賢者たちが、オレの師匠になりたがる～武術の才能がなくて追放された少年、魔法の才能はすごかった～』（『ビッグコミックス』作画：一ノ瀬隆/連載：やわらかスピリッツ）
  1. 2023年1月12日発売、ISBN 978-4-09-861616-9
  2. 2023年5月12日発売、ISBN 978-4-09-861786-9
  3. 2023年9月12日発売、ISBN 978-4-09-862583-3
  4. 2024年2月9日発売（電子書籍のみ）
  5. 2024年6月11日発売（電子書籍のみ）
- 『その英雄は余命99日』（『ガンガンコミックスONLINE』作画：真木佳剛 /連載：ガンガンONLINEアプリ版）
  1. 2023年10月12日発売、ISBN 978-4-7575-8862-2
  2. 2024年8月9日発売、ISBN 978-4-7575-9363-3
- 『ミティのえちえちダンジョン スキルを宿したエッチな衣装で異世界迷宮を攻略せよ』（『RK COMICS COMIC異世界ハーレム』作画：雪月佳 /連載：COMIC異世界ハーレム）
  1. 2024年6月10日発売、ISBN 978-4-8211-5857-7
  2. 2025年2月10日発売、ISBN 978-4-8211-5999-4
- 『追放された最弱庶民の成り上がりハーレム! 『不死身』のスキルで最強をめざし、見下したやつにざまぁします!』（連載時タイトル：『不死身の力が強いのは、無限に努力をできるから』）（『RK COMICS COMIC異世界ハーレム』作画：花見沢Q太郎 /連載：COMIC異世界ハーレム）
  1. 2025年4月10日発売、ISBN 978-4-82-111043-8
- 『あと6日で滅びる崖っぷち国家のハーレムに召喚されてしまった』（『ビッグコミックス』作画：赤城慧/連載：やわらかスピリッツ）
  1. 2025年6月12日発売、ISBN 978-4-09-863468-2